# 시노자키 히로쓰구
시노자키 히로쓰구(篠崎弘嗣, 1902년 1월 22일 ~ 1966년 8월 21일)는 일본의 바이올린 연주자이자 교육자이다.
본명은 시노자키 쇼지로(篠﨑庄次郎)로, 후쿠오카현에서 태어났다.
도쿄 고등음악학원(지금의 구니타치 음악대학)의 교수를 맡았다. 바이올린 조기교육의 중요성을 주장하여, 《시노자키 바이올린 교본》등을 저술했다. 이 교본은 총 6권으로 이루어져 있으며 현재 많은 바이올린 교사들이 이 책을 선호하고 있다.
자녀로 장녀 시노자키 이사코 · 차녀 시노자키 아야코 · 장남 시노자키 마사츠구가 있으며, 셋 모두 음악가이다. 시노자키 이사코는 아버지 사후 교본을 개정할 때마다 그의 필명을 빌려 쓰고 있다.
드라마 《해협을 건너는 바이올린》에서 이시자카 코지가 그를 연기했다.